# Mezey Mihály (jogász, 1819–1875)

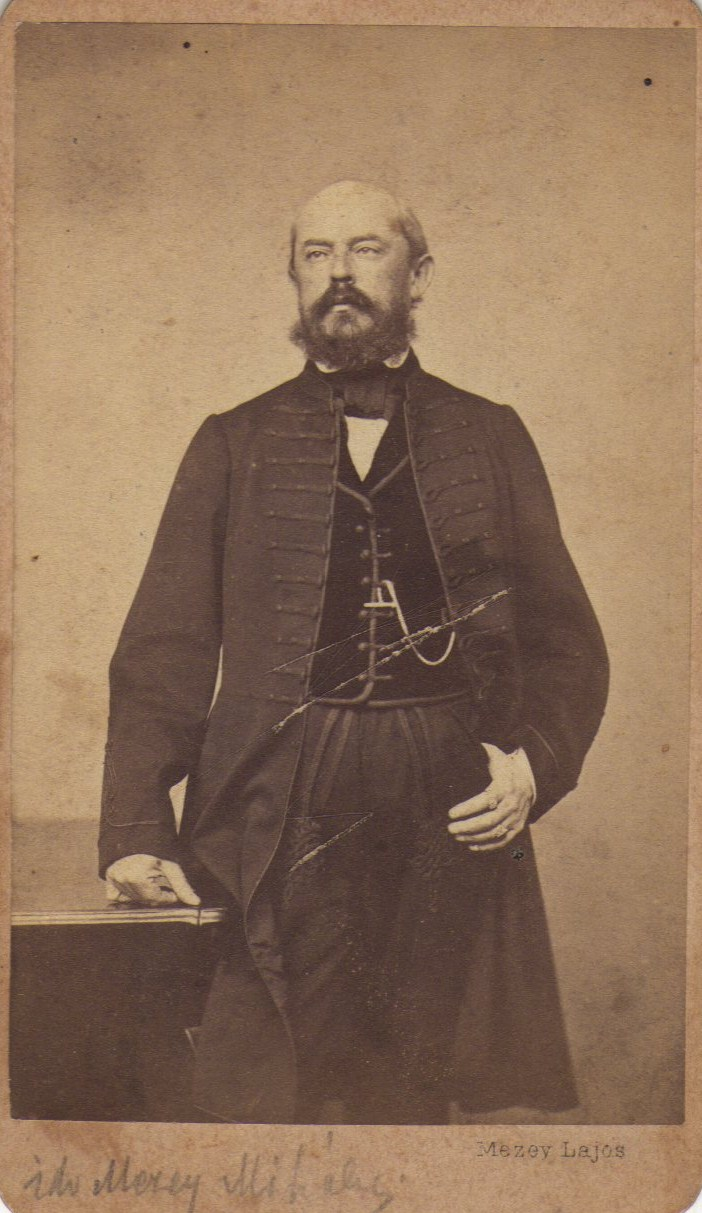
Idősebb Mezey Mihály 1870 körül Nagyváradon. Mezey Lajos festőművész és fotográfus felvétele

Idősebb Mezey Mihály (Nagyvárad, 1819 – Nagyvárad, 1875) jogász. Ifjabb Mezey Mihály édesapja.
Középiskolai tanulmányait 1837-ben fejezte be a nagyváradi gimnáziumban. Ezt követően jogi tanulmányokat folytatott a Debreceni Református Kollégiumban 1840-ig, majd különböző ügyvédeknél joggyakorlatot folytatott. 1841-ben ügyvédi vizsgát tett a Pesti Ítélőtábla előtt.
Hazatérte után Nagyváradon volt ügyvéd. 1843. január 9-én feleségül vette kazsui Sughó Vilhelminát.
1848-ban a Nagyváradi Forradalmi Törvényszék jegyzője lett, valamint a Bihari 1. sz. Nemzetőri Század századosa. 1848. december 6-án a nagyváradi polgárság nevében ő üdvözölte Bemet. 1849-ben üdvözlő beszédet mondott Kossuth Váradra látogatásakor. Kossuth meglátogatta otthonában, és egy szivarral ajándékozta meg.

## Tisztségei
Az ötvenes években a Városi Bizottság tagja volt.
1848-ban megalapította, és 1856-ban újjáalakította a Nagyváradi Polgári Lövészegyletet, melynek alapítástól kezdve főlövészmestere volt.
1871-ben létrehozta a Nagyváradi Önkéntes Tűzoltó Egyletet, és annak haláláig elnöke volt.
A Nagyváradi Pincér Egyletnek elnöke is volt. A Fekete Sas fogadót és éttermet bérelte.

## Érdekességek
A hatvanas években nála lakott diákként az ifjú Szinyei Merse Pál.
Fiatalkorában a Szent László tér melletti Közép utcában volt háza, majd megvette szüleitől a Sas utca 3. sz. alatti házat a Körös partján, a Szent László tér sarkán, szemben a Fekete Sas fogadóval.